# Pandamatenga
Pandamatenga – wieś w Botswanie w dystrykcie Północno-Zachodnim. Osada znajduje się przy granicy z Zimbabwe. Według spisu ludności z 2001 roku wieś liczyła 1545 mieszkańców.